# 九龙街道 (葫芦岛市)
九龙街道，是中华人民共和国辽宁省葫芦岛市南票区下辖的一个乡镇级行政单位。

## 行政区划
九龙街道下辖以下地区：
兴运社区、兴北社区、三兴社区、新兴社区、温馨社区、兰甲屯村、三家子村、党金沟村、黄甲屯村、木匠沟村、赵家屯村、大西沟村、小西沟村和二佛庙子村。